# Broadway Mansions
Broadway Mansions (kinesisk: 百老汇大厦) er et nitten-etagers femstjernet hotel udført i Art Deco, og ét kendt hotel i Shanghai i Kina. Bygningen var i mere end fire årtier ét af de fremste af Shanghais symboler, og var tidligere Shanghais mest synlige kendetegn. Bygningen stod færdigopført i 1934, samme år som Park Hotel, der er næsten seks meter lavere, og det var Shanghais højeste højhus, noget det vedblev at være i adskillige årtier. Broadway Mansions ligger hvor Suzhou og Huangpu-floden mødes, såvel som i den nordlige ende af Bund-området, og blev opført af arkitekter og ingeniører fra virksomheden Palmer and Turner, og dets færdiggørelse i 1935 signalerede påbegyndelsen af højhusenes æra i Asien. Det var Shanghais "bedste bud på en amerikansk skyskraber." Bygningen har muligvis det bedste overblik over både Bund og Huangpu. Bygningens oprindelige navn var "The Broadway Mansions" tilbage i 1935, det blev omdøbt til Shanghai Mansions af Shanghai byråd i 1951, men fik sit oprindelige navn tilbage da Kina åbnede op for verden. Broadway Mansions har været ejet og drevet af Shanghai Hengshan (Group) Holdings Company (kinesisk: 上海市人民政府直属的上海衡山集团) siden i hvert tilfælde 1985.